# Gardiateur
Le gardiateur (parfois nommé gardier) est un officier royal chargé de surveiller la ville de Lyon. La fonction est mise en place en 1290 par Philippe le Bel et remplacée en 1551 par celle des intendants de la généralité de Lyon.

## Histoire
En 1290 ou 1292, afin d'asseoir sa légitimité royale sur Lyon, Philippe le Bel impose un officier royal chargé de veiller aux intérêts de la couronne à Lyon. La ville est alors encore officiellement terre d'Empire, et en pratique ville indépendante régie conjointement par l'archevêque et le chapitre cathédral.
À ses débuts, la fonction ne provoque pas une grande réaction, surtout durant le mandat épiscopal de Louis de Villars, qui signe avec la royauté le double traité des Philippines qui, entre autres, entérine l'existence de ce magistrat. Mais son successeur Pierre de Savoie ne l'entend pas ainsi et dénonce les ingérences françaises. C'est l'occasion dont Philippe le Bel rêve : il envoie aussitôt les troupes royales, menées par Charles de Valois et son neveu Louis le Hutin, assiéger Lyon. La reddition de la ville et la signature du traité de Vienne entérinent le rattachement de Lyon à la France le 10 avril 1312.

## Statut
Le gardiateur est un « magistrat chargé de recevoir et de juger au nom du roi les appels des bourgeois ». Il est installé, au moins depuis 1336, dans le Palais de Roanne (à l'emplacement de l'actuel Palais de justice). Dans ses fonctions, il est assisté par un lieutenant.
À la date du rattachement de Lyon à la France, le gardiateur est Regnaut de Sainte-Beuve, et son lieutenant est Guy Chevrier.

## Liste
- Pons de Montlaur ; gardiateur de 1292 à 1293.
- Jean de Veres ; gardiateur en 1298.
- Guillaume de Virieu ; gardiateur de 1298 à 1303[4].
- Geoffrey de Berzé ; gardiateur en 1303.
- Jean de Sinumero ; gardiateur en 1304 et 1305.
- Bernard d'Anguissel ; gardiateur de 1304 à 1311[5].
- Barthélémy de Montbrison ; désigné gardiateur le 16 mars 1342.
- Pierre de Villeneuve ; garditeur en 1345.
- Hugues ; seigneur de Marzé, gardiateur du 13 avril 1347 à 1350.
- Just ; seigneur de Tournon, gardiateur en 1350[6].
- Pierre de Salornay ; gardiateur de Lyon en 1357[7].